# Змај из Бросна
Змај из Бросна (рус. Бросненский дракон, енгл. Brosno Dragon) je криптид који наводно живи у језеру Бросно и ријеци у близини Андреапоља у западној Русији (Тверска област).

## Други називи
Овај криптид је знан још као:
- Бросња (рус. Бросня | енгл. Brosnya),
- Бросни (енгл. Brosnie),
- Бронско чудовиште (рус. Бросненское чудовище).

## Опис криптида
Постоји више описа овог криптида:
- Опис у коме је налик на Тероподског диносаура дугог репа који је веома добар пливач;
- Опис у коме је налик на изумрлог морског гмизавца из групе Плесиосаура;[1]
- Опис у коме је налик на морску змију;
- Опис у коме је налик на змаја са змијоликим тјелом дугим 4,87 метара, прекривеним рибљим крљуштима и има способност стварања биоалуминисцентног свјетла;

## У легендама
Старе легенде говоре о бићу које има огромна уста и прождире рибаре, и преврће и уништава чамце. Хроничари су записивали у књигама појаве мистериозних острва који су брзо нестајали у језеру. Према једној легенди група Варјаза (тј. Викинга) је одлучила да сакрије благо на једноме од ових острва. Кад су се приближили острву касно схватили су да је то у ствари велики змај који их је прождро и потопио им брод.
Једна модерна легенда говори да је за вријеме Другог Свијетског рата чудовиште из овог језера срушило и појело Њемачки авион.

## Могуће објашњење овог криптида
Многи људи невјерују у постојање овог бића и скептични су према томе. Могуће објашњење овог криптида је да се ради о виђењу даброва, видри, већи штука или јесетри док пливају у језеру, или чак о групама дивљи свиња, јеленова или лосова који препливавају језеро. Феномен Змаја из Бросна се може објаснити са физичког становишта: огромна рибља јата се одражавају на површини воде кроз преламања светлости и производи ефекат који подсјећа на огромног гмизавца. Физичари кажу да се овака илузија појављује у топлом времену, што потврђује изјаве свједока кажу да су виђали ово чудно биће у љетном периоду. Међутим, порекло гласина о овом чудном бићу остају мистерија.
За вријеме једне експедиције из 2002. године посада руског брода на сонару је уочила велики масивни објект, величине вагона, који је мировала изнадна дна језера. Чланови посаде су бацили подводну петарду ниског капацитете да истраже о чему се раду. Петарда је експлодирала, и објекат са дна се почео уздизати ка површини. Испоставило се да је ово био велики мјехур плина који се створио на дну овог језера.

## Хронологија сусрета са овим бићем и виђења
Гласине о постојању великог, чудног бића које живи у језеру Бросно постоје већ неколико вјекова.
- Змај се спомиње први пут у записима у 13. вјеку[3] за вриме Татарси и Монголси освајања Русије. За вријеме похода на град Велики Новгород, Бату-кан је зауставио своју војску крај језера Бросно да се одморе. Док су напајали коње из воде је искочило велико биће које је урликало, и почело је прождирати коње и војнике. Бату-канова војска се уплашила и повукла са овог подручја, и град Велики Новогорд је био спашен;
- За вријеме 18. и 19. вјека су се шириле гласине о виђењу великог бића како плива језером и зарања у воду чим примјети људе у близини;
- Из 1854. године долази извјештај о виђењу свијетлећи змијолики бића испод површине воде;
- Године 1996. новинска агенција Итар-Тас је извјестила да се многи становници из околине језера Бросно боје створења којег је локална штампа[4] назвала Броснија, како је наведено у чланку који је објавио Ројтерс Њуз Сервис (Reuters News Service). Исте године један анонимни турист из Москеве је тврдио да је усликао чудно биће у језеру, након што је његов син истрчао успаничен из воде и вриштао да је видио "змаја";
- 1997. године је забиљежено виђење необичне животиње како плива површином језера;